# Die Köchin von Castamar
Die Köchin von Castamar (Spanisch: La cocinera de Castamar) ist eine spanische Fernsehserie aus dem Jahr 2021.

## Handlung
Die fiktive Handlung spielt im Jahr 1720 in der spanischen Hauptstadt Madrid.
Nach dem Tod ihres Vaters leidet Clara Belmonte an einer Agoraphobie und sucht Zuflucht in der Küche, wo sie sich sicher fühlt. Sie beginnt eine Anstellung als Köchin in der Küche des Herzogs von Castamar, der vom tragischen Tod seiner schwangeren Frau gezeichnet ist.

## Besetzung und Synchronisation
| Schauspieler         | Synchronsprecher   | Rolle                                            |
| -------------------- | ------------------ | ------------------------------------------------ |
| Michelle Jenner      | Marieke Oeffinger  | Clara Belmonte                                   |
| Roberto Enríquez     | Oliver Siebeck     | Diego de Castamar, Duque de Castamar             |
| Hugo Silva           | Patrick Winczewski | Enrique de Arcona, Marques de Soto y Campomedina |
| María Hervás         | Anne Düe           | Amelia Castro                                    |
| Fiorella Faltoyano   | Daniela Strietzel  | Doña Mercedes, Duquesa de Rioseco                |
| Jean Cruz            | Kaze Ukumaki       | Gabriel de Castamar                              |
| Paula Usero          | Amelie Plaas-Link  | Elisa Costa                                      |
| Michel Tejerina      | Sebastian Fitzner  | Roberto Velázquez                                |
| Roser Pujol          | Iris Artajo        | Carmen del Castillo                              |
| Ellie Ruiz           | Laura Oettel       | Beatriz Ullao                                    |
| Maxi Iglesias        | Florian Hoffmann   | Francisco Marlango, Conde de Armiño              |
| Jamie Zatarain       | Michael Deffert    | Alfredo de Carrión                               |
| Mónica López         | Tanja Fornaro      | Úrsula Berenguer                                 |
| Óscar Rabadán        | Dirk Bublies       | Melquíades Elquiza                               |
| Nancho Novo          | Stephan Baumecker  | Hernaldo de la Marca                             |
| Silvia Abascal       |                    | Königin Isabel de Farnesio                       |
| Marina Gatell        | Katharina Spiering | Sol Montijos                                     |
| Javier Lago          | Lutz Riedel        | Armando Belmonte                                 |
| Carlos Serrano-Clark | Michael Gugel      | Ignacio Montes                                   |
| Joan Carreras        | Frank Röth         | König Philip                                     |
| Xenia Tostado        | Kaya Marie Möller  | Alba                                             |

## Episodenliste
| Nr. (ges.) | Nr. (St.) | Deutscher Titel          | Originaltitel            | Erstausstrahlung Spanien | Deutschsprachige Erstausstrahlung (D) |
| ---------- | --------- | ------------------------ | ------------------------ | ------------------------ | ------------------------------------- |
| 1          | 1         | Die wichtigste Zutat     | El ingrediente esencial  | 21. Feb. 2021            | 2021                                  |
| 2          | 1         | Die Nacht des Königs     | La noche del rey         | 28. Feb. 2021            | 2021                                  |
| 3          | 1         | Credo Ut Intelligam      | Credo ut intelligam      | 7. März 2021             | 2021                                  |
| 4          | 1         | Flieg davon              | Vuela                    | 14. März 2021            | 2021                                  |
| 5          | 1         | Die Entscheidung         | La decisión              | 21. März 2021            | 2021                                  |
| 6          | 1         | Im dunklen Schatten      | Donde no llega la luz    | 27. März 2021            | 2021                                  |
| 7          | 1         | Nicht ausradiert         | Para que no nos borren   | 4. Apr. 2021             | 2021                                  |
| 8          | 1         | Es sollte nicht sein     | Lo que no será           | 11. Apr. 2021            | 2021                                  |
| 9          | 1         | Die Wahrheit             | La verdad                | 18. Apr. 2021            | 2021                                  |
| 10         | 1         | Was wirklich wichtig ist | Lo que de verdad importa | 25. Apr. 2021            | 2021                                  |
| 11         | 1         | Bumbum                   | Lub-dub                  | 2. Mai 2021              | 2021                                  |
| 12         | 1         | Jeder hat seinen Platz   | El lugar de cada uno     | 9. Mai 2021              | 2021                                  |

## Rezeption
Die Serie wurde für vier Kategorien des spanischen Filmpreises Iris 2021 nominiert.